# (10713) Limorenko
(10713) Limorenko est un astéroïde de la ceinture principale.

## Description
(10713) Limorenko est un astéroïde de la ceinture principale. Il fut découvert le 22 octobre 1982 à Naoutchnyï par Lioudmila Karatchkina. Il présente une orbite caractérisée par un demi-grand axe de 2,79 UA, une excentricité de 0,20 et une inclinaison de 17,3° par rapport à l'écliptique.

## Compléments